# Kosárlabdajátékok
A különböző kosárlabdajátékokat a  fair play szabályai szerint játsszák, beleértve a szabálytalankodást, lépést, kétszer indulást stb. A következő játékokat teremben, illetve kinti pályákon egyaránt lehet játszani.

## Királyozás
Ezt a játékot két labdával játsszák és nincs szabály arra, hogy egyszerre hányan. Úgy veszi kezdetét, hogy a játékosok beállnak egymás háta mögé, egy hosszú sorba, a büntető vonal háta mögé. Az elsőnél illetve másodiknál van a labda. Az első dob, ha betalált, áll a sor végére és következik a háta mögött álló játékos. Ha kihagyta dobását, akkor van még egy esélye bedobni, ezt a dobás bárhonnan elvégezheti, de ha az utána következő hamarabb bedobja a büntetővonaltól, akkor kiesik. Ha az első játékos kihagyja dobását, és az utána következő is, akkor a játék addig megy, ameddig valamelyikük betalál a kosárba. Ha az első dobja be, megmenekült, ha a második hamarabb, akkor kiesik. Ha valaki úgy dob, hogy dobása nem éri el sem a palánkot, sem a gyűrűt, akkor egyből kiesik. A játék akkor ér véget, mikor már csak egy játékos maradt a pályán.

## 33
Nincs meghatározva a játékosok száma, bármennyien játszhatják. Egy kosárlabda elég a játékhoz. A dobónak a büntető vonal mögött kell állnia. Ha onnan kosarat dob, akkor van 2 pontja. Utána még egyet dobhat közelebbről, ha sikerül megfognia a labdát úgy, hogy a labda csak egyet pattant vagy egyet sem, ameddig ő odaért. Ha ezt a dobást is kosárral fejezi be, akkor ez 1 pontot ér, tehát összesen lesz 3 pontja, és újból próbálkozhat a büntető vonaltól. Ha az első dobását elvéti, következik a második játékos. Ha  az első dobást nem, de a másodikat igen, akkor is következik a második játékos. Abban az esetben, ha az első dobását elhibázta, a második dobásánál figyelnie kell arra, hogy a lepattanó labdát úgy szerezze meg, hogy az ne pattanjon le egyszer se a földre. Ha ez megtörténik, akkor nem végezheti el a második dobását. Ha valaki úgy dob, hogy dobása nem éri el sem a palánkot, sem a gyűrűt, akkor elölről kell kezdje a játékot. Akkor ér véget a játék, ha valaki eléri a 33 pontot.

## Streetball
A Streetball-t, vagyis Utcai kosárlabdát általában 3 játékosból álló csapatok játsszák egymás ellen. Több változata van ennek a játéknak. Félpályán folynak a mérkőzések. A meccs érme feldobással veszi kezdetét. A támadó csapatnak minden játékosa a 3 pontos vonalon kívül kell elhelyezkednie kezdéskor, kötelező egy első passz vagy csapattárssal vagy ellenféllel, ezt a passzt az ellenfél nem veheti el. Ezután a kosárlabda szabályainak megfelelően játsszanak tovább. Ha a támadó csapat kosárra dob, vagy elvét egy passzt, és a másik csapathoz kerül a labda, az kötelező kivezetnie vagy kipasszolnia a labdát a 3 pontos vonalon túl, és onnan indítsa a támadását. A kosarak a 3 pontos dobóvonaltól 2 pontot érnek, azon belül 1-et. Ha a védekező csapat kosarat kap, akkor ők kezdik a következő támadást a 3 pontos vonaltól. A játék addig megy, ameddig valamelyik csapat el nem éri a 11 pontot.

## Kiejtő
Ennél a játéknál is sorban állnak a játékosok a büntető vonal háta mögött és egy labdára van szükség. Az első dob, ha betalált, akkor a következőnek kötelezően be kell dobnia a labdát a kosárba, ha kihagyja dobását, kiesik. Ha nem talált be az előttünk levő, akkor két esélyünk van, vagy bedobjuk a labdát vagy nem, de nem esünk ki. Ha valaki úgy dob, hogy dobása nem éri el sem a palánkot, sem a gyűrűt, akkor egyből kiesik. A játék célja, hogy végül egy játékos maradjon fent a pályán, aki a nyertes lesz.

## 1 vs 1
Ez több, mint egy egyszerű játék. Ebből a játékosok megtanulják, hogyan oldják meg a támadást illetve védekezést egy védő vagy támadó ellen. Ha a támadó játékos dob és a védekező játékos szerzi meg a labdát, akkor az kimegy a 3 pontos dobóvonal mögé és onnan indít újabb támadást. Általában vannak szabályok arra, hogy hány labdaleütésből végezhető el a támadás. Ez 3 és 5 között mozog. Ha a 3 pontos vonaltól dob kosarat az egyik játékos, akkor az 2 pontot ér, ha  azon belül, akkor 1-et. Akkor nyer az egyik játékos, ha eléri az 5 pontot.

## Hullámjáték
Ezt a játékot 3 vagy annál több csapat játssza, az egész kosárlabdapálya területén. A csapatok lehetnék 2-től-5 játékosig. A pályán egyszerre 2 csapat van fent, egyik támad, míg másik védekezik. A támadó csapat ha kosarat dob, vagy elveszíti támadás közben a labdát, akkor vissza kell szaladjon védekezni, mert egy másik csapat kezdi a támadást( a védekező csapat cserél egy következő csapattal). Itt a pontszámokra a szokásosak a szabályok, illetve egyéb más dolgokra is. A játék addig megy, ameddig egy csapat elér egy bizonyos pontszámot.

## Lepattanó
Ezt a játékot is többen játszhatják. Egy labdára van szükség. A dobó a büntető vonalnál áll és onnan dob, ameddig a többi játékos a palánk alatt várja a lepattanó labdát. Mindegyik játékosnak külön-külön 2 esélye van, hogy a labdát megszerezve a levegőből visszadobja a labdát a kosárba, ha kosarat dob valaki így, akkor a dobót a soron következő játékos leváltja, ha egyiküknek sem sikerül bedobni a labdát, akkor ugyan az a dobó következik megint, a büntetővonaltól. A lepattanó labdát váró játékosok nem passzolhatnak egymásnak a levegőben, hogy úgy dobják be a labdát, mindenkinek egyénileg van meg a két esélye a visszadobásra. Ha valaki úgy dob, hogy dobása nem éri el sem a palánkot, sem a gyűrűt, akkor elölről kell kezdje a játékot. A játék 11 pontig megy, egy kosár egy pontot ér. A 11-dik kosarat pedig horogdobással kell elvégezni.

## Tüskézés
Nincs szabály arra, hogy hányan játszhatják. Különböző pozíciókról végzi a dobó játékos a dobásait. Ezek a következők: kosár alatt közvetlen(jobb kézzel), 0 fok, 45 fok, büntető jobb sarka, büntető, 3 pontos vonal, büntető bal sarka, 45 fok, 0 fok, kosár alatt(bal kézzel). Ha az egyik pozícióról sikeres volt a dobása, akkor tovább mehet, ha pedig nem, akkor a következő játékos jön. A játékosok onnan folytatják a dobásukat, ahol abbahagyták, kivételt képez akkor, amikor a dobás nem ér el semmit, se palánkot, sem gyűrűt, mert akkor elölről kell kezdjék a játékot. Akkor nyer valaki, amikor minden pozícióról sikeresen elvégezte dobásait.